# Sophie Daumier
Pour l’article homonyme, voir Honoré Daumier.
Élisabeth Hugon, dite Sophie Daumier, est une comédienne et humoriste française, née le 24 novembre 1934 à Boulogne-sur-Mer et morte le 1er janvier 2004 à Paris 11e.

## Biographie
De son vrai nom Élisabeth Hugon, Sophie Daumier est la fille du compositeur Georges Hugon, alors directeur de l'École de musique de Boulogne-sur-Mer.
Elle suit des études de danse classique au théâtre du Châtelet à Paris, et des cours de dessin. À 16 ans, elle part, sous le nom de scène de « Betty Hugon », avec un corps de ballet formé de douze filles pour une longue tournée en Allemagne, avec au programme exclusivement du french cancan. Dotée d'un physique à la Brigitte Bardot, elle est engagée au cabaret La Nouvelle Ève comme chanteuse fantaisiste, sous le nom de scène de « Betty Laurent ». Elle se tourne par la suite vers le théâtre, après avoir suivi les enseignements de Pierre Dux et de Raymond Girard.
Elle débute au cinéma en 1955, dans Paris Canaille, sous le nom de scène de « Betty Daumier ».
Elle perce véritablement au théâtre en 1957 dans Patate, de Marcel Achard, qu’elle joue pendant six ans. C'est à cette époque que, sur les instances de celui-ci, elle se choisit un nouveau prénom, Sophie.
Au début des années 1960, elle a une liaison avec le rocker Vince Taylor. En 1963, elle tourne Carambolages de Marcel Bluwal avec Jean-Claude Brialy et Louis de Funès puis le film musical Dragées au poivre aux côtés de Claude Brasseur et de Francis Blanche, dans lequel elle retrouve Guy Bedos, déjà croisé au théâtre dans Cyrano de Bergerac[réf. nécessaire]. À cette époque, elle a déjà un fils de 7 ans, Philippe (1954-2010), qui interprète une des chansons du film, Lili Gribouille, et que Guy Bedos adoptera quelques années plus tard.

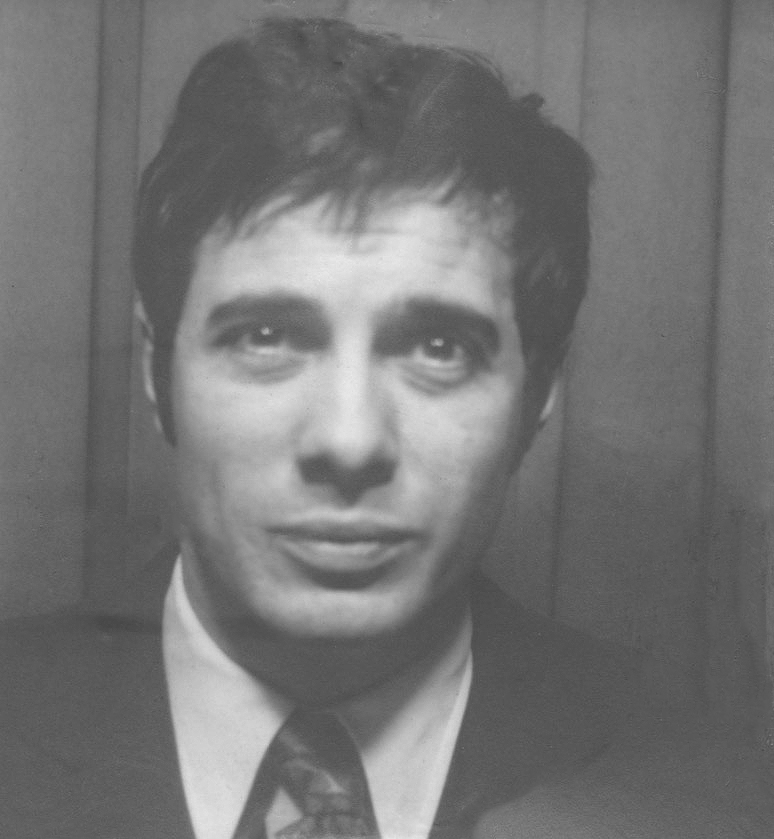
Son partenaire et compagnon Guy Bedos en 1960 (Sacem).

Guy Bedos et Sophie Daumier vont finalement unir leurs destins personnels et professionnels à l'occasion du spectacle Milord l’Arsouille. Ils se marient le 19 février 1965. Leur carrière commune, tout comme leur mariage, dure une dizaine d'années. Ils interprètent ensemble de nombreux sketches, écrits par Jean-Loup Dabadie, notamment La Drague (qui connait un immense succès populaire et reste la référence de leurs duos), Tête-bêche ou Les Vacances à Marrakech.
Le couple a une fille en 1977, Mélanie, et divorce quelques mois plus tard. D'autres sources soutiennent que Mélanie ne serait pas la fille de Sophie Daumier. Après ce divorce, elle reprend une carrière en solo, jouant notamment dans Une histoire simple (1978) de Claude Sautet.

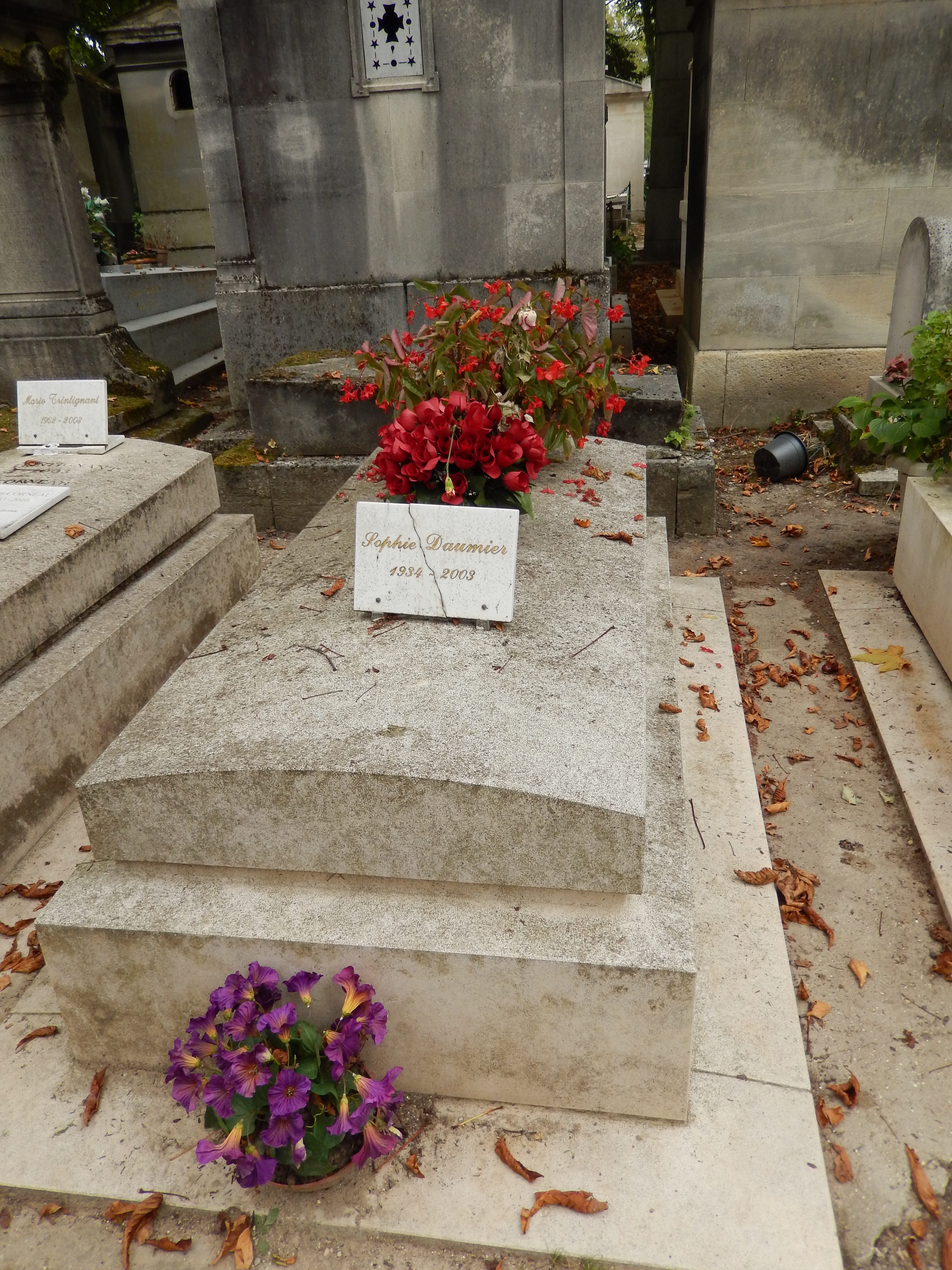
Tombe de Sophie Daumier au cimetière du Père-Lachaise.

Deux ans après, elle publie chez Hachette un livre de souvenirs teintés d'amertume : Parle à mon cœur, ma tête est malade. Peu après la promotion de cet ouvrage, elle se retire des plateaux. Souffrant, comme sa mère et comme son fils Philippe, de la maladie de Huntington (dite aussi « chorée de Huntington »), maladie génétique qui entraîne une lente dégénérescence neuronale irréversible, elle est peu à peu contrainte de réduire ses activités. En 1988, pendant la comédie musicale Starmania, elle lance un appel pour venir en aide aux victimes de cette maladie. Deux ans plus tard, elle est le visage de La Maison du Souffle, une association qui récoltait et recyclait d'anciennes radiographies dans le but d'ouvrir une maison d'accueil pour adultes atteints de maladies neuro-musculaires.
Elle meurt la nuit de la Saint-Sylvestre 2003 et ses obsèques sont célébrées à l'église Saint-Roch, paroisse des artistes. Elle est enterrée au cimetière du Père-Lachaise (45e division), entre les sépultures de Marie Trintignant et de Gilbert Bécaud. Son fils Philippe meurt à son tour de la même maladie le 11 décembre 2010.

## Filmographie

### Cinéma
- 1955 : Paris Canaille ou Paris coquin : une élève
- 1956 : Les Collégiennes : Nicole
- 1957 : La Peau de l'ours : Juliette Ledrut
- 1957 : À pied, à cheval et en voiture de Maurice Delbez : Mireille Martin
- 1957 : Quand la femme s'en mêle : Colette
- 1957 : Les femmes sont marrantes : Marie-Josèphe
- 1958 : Chéri, fais-moi peur : Marion
- 1958 : À pied, à cheval et en Spoutnik : Mireille Martin
- 1959 : Bal de nuit : Zonzon
- 1961 : Amélie ou le Temps d'aimer : Emmanuelle
- 1961 : Les croulants se portent bien : Martine
- 1962 : Un chien dans un jeu de quilles : Sylvia
- 1962 : L'Amour à la mer : l'actrice du bar
- 1963 : Carambolages de Marcel Bluwal : Solange
- 1963 : Dragées au poivre de Jacques Baratier : Jackie
- 1964 : Aimez-vous les femmes ? : Violette, Marguerite
- 1965 : Les Plaisirs dangereux (Una voglia da morire) de Duccio Tessari
- 1965 : Par un beau matin d'été de Jacques Deray : Monique
- 1965 : Pas de caviar pour tante Olga de Jean Becker : Philo
- 1965 : Cent Briques et des tuiles : Moune
- 1967 : Trois Cavaliers pour Fort Yuma (Per pochi dollari ancora) : Connie Breastfull
- 1971 : Pouce : elle-même (avec Guy Bedos)
- 1977 : … Comme la lune de Joël Séria : Nadia
- 1977 : Violette et François de Jacques Rouffio : Paula
- 1978 : Freddy de Robert Thomas : Georgette Roumagnac
- 1978 : Une histoire simple de Claude Sautet : Esther
- 1979 : Les Givrés : l'intellectuelle

## Théâtre
- 1957 : Patate de Marcel Achard, mise en scène Pierre Dux, théâtre Saint-Georges
- 1961 : Adélaïde de Jean-Louis Curtis d'après Joseph Arthur de Gobineau, mise en scène Daniel Ceccaldi, théâtre des Ambassadeurs
- 1966 : Tête-bêche de Guy Bedos et Jean-Loup Dabadie, mise en scène Dirk Sanders, Comédie des Champs-Élysées
- 1968 : Le Boulanger, la Boulangère et le Petit Mitron de Jean Anouilh, mise en scène Jean Anouilh et Roland Piétri, Comédie des Champs-Élysées

## Publication
- Parle à mon cœur, ma tête est malade, Paris, Hachette, 1979.